# Empis brazzavillensis
Empis brazzavillensis är en tvåvingeart som beskrevs av Christophe Daugeron 2001. Empis brazzavillensis ingår i släktet Empis och familjen dansflugor.
Artens utbredningsområde är Kongo. Inga underarter finns listade i Catalogue of Life.